# توره‌بلویچینو
توره‌بلویچینو (به ایتالیایی: Torrebelvicino) یک کومونه در ایتالیا است که در استان ویچنزا واقع شده‌است. توره‌بلویچینو ۲۱٫۰۲ کیلومتر مربع مساحت و ۶٬۰۰۴ نفر جمعیت دارد و ۲۶۰ متر بالاتر از سطح دریا واقع شده‌است.